# Genius Loves Company
Genius Loves Company es un álbum póstumo de 2004 de Ray Charles, el cual consiste en duetos de Ray con varios músicos. Los artistas fueron escogidos personalmente por Ray Charles. Además este fue el último álbum que grabó antes de su muerte. Y el 14 de febrero de 2005, ganó varios premios, incluido álbum del año y canción del año por "Here We Go Again".

## Canciones
1. "Here We Go Again" con Norah Jones – 3:59 (Lanier/Steagall)
2. "Sweet Potato Pie" con James Taylor – 3:47 (Taylor
3. "You Don't Know Me" con Diana Krall – 3:55 (Arnold/Walker)
4. "Sorry Seems To Be The Hardest Word" con Elton John – 3:59 (John/Taupin)
5. "Fever" con Natalie Cole – 3:30 (Cooley/Davenport)
6. "Do I Ever Cross Your Mind?" con Bonnie Raitt – 4:34 (Burnette/Smotherman)
7. "It Was a Very Good Year" con Willie Nelson – 4:59 (Drake)
8. "Hey Girl" con Michael McDonald – 5:15 (Gerry Goffin/Carole King)
9. "Sinner's Prayer" con B.B. King – 4:25 (Fulson/Glenn)
10. "Heaven Help Us All" con Gladys Knight – 4:32 (Miller)
11. "Somewhere Over The Rainbow" con Johnny Mathis – 4:54 (Arlen/Harburg)
12. "Crazy Love" con Van Morrison – 6:14 (Morrison)

- Datos: Q3100751